# 夏の香り
夏の香り（なつ の かおり、朝鮮語: ヨルミャンギ、ハングル: 여름향기）は、韓国KBSにて2003年7月7日から同年9月8日まで放送されたテレビドラマ。全20話。

## 概要
KBS月火ドラマ作品のひとつで「四季シリーズ」の第3作目にあたる。前2作同様監督はユン・ソクホが務めた。脚本は当初コ・ウンニムが務める予定であったが、その後チェ・ホヨンに変更された。主人公のキャスティングで、チョン・ジヒョンやイ・ヨンエの名が挙がったが、結局ソン・スンホンとソン・イェジンが務めることとなった。
第2話放送終了後、インターネット上にてアメリカ映画からの盗作疑惑が持ち上がり、同年下旬には匿名の女性脚本家が損害賠償請求の訴訟を起こす事態となった。視聴率でも他局で放送されていた『屋根部屋のネコ』に押され、平均視聴率は約10パーセントにとどまった。
2003年度KBS演技大賞にて、パク・チョンア役を演じたハン・ジヘが新人演技賞（女優）を受賞した。
胸がきゅっとなる展開と、非常に切ないBGMが特徴である。『冬のソナタ』とは「初恋の人」というテーマが一致している。

## あらすじ
数年前に心臓移植手術を受けた経験を持つシム・ヘウォンは友人・オ・ジャンミと出かけた先でユ・ミヌと出会った。
ヘウォンの婚約者パク・チョンジェが企画するリゾート開発に、ミヌが勤務するデザイン事務所が入札したことをきっかけに、チョンジェ、ミヌ、ヘウォン、ジャンミは一緒に働くこととなった。更にミヌのデザイン事務所の先輩チ・デプンと、チョンジェの妹でミヌの事を愛しているパク・チョンアも加わり、6人がチームとなった。
当初ミヌを巡るチョンア・ヘウォン間の誤解があったが、それも解けて6人のチームワークは深まっていった。ヘウォンとミヌの仲も深まっていったが、その想いを断ち切ろうとヘウォンはチョンジェとの婚約式に臨むがその席で倒れてしまった。チョンジェはミヌを忘れるようヘウォンに言い、彼女もそれに応えてミヌを突き放そうとするが、単身出掛けた孤島で悪天候に遭い、ミヌと二人きりになってしまう。
ミヌとヘウォンは結婚しようと誓い合うが、心臓移植の真相を盾にチョンジェは根回しを行い、ふたりの結婚を阻止しようとする。その中でヘウォン自身が真相を知ってしまい、悩んだ末、ミヌと別れてチョンジェと結婚しようと決意するが、結婚式の当日に発作を起こしたヘウォンは倒れてしまった。手術を拒否するヘウォンをミヌは必死に説得。ヘウォンはようやく翻意するが「手術を受ける、その代わり自分の事を忘れてくれ」とミヌに頼んだ。
数年後。手術が成功し元気になったヘウォンは街の中を歩いていて胸の鼓動の高まりを感じた。振り返るとそこにはイタリアから帰国したミヌの姿があった。

## 登場人物
登場人物は、個別に注釈がある場合を除きにもとづく:
- ユ・ミヌ：ソン・スンホン

アートディレクター。イタリアでの留学経験がある。山でスズメバチからヘウォンを助けたことがきっかけで仲良くなる。
- シム・ヘウォン：ソン・イェジン

元小学校教師で現在はフローリスト。心臓移植手術後、性格が明るくなった。
ヘウォンはジョンジェのことを「オッバ(お兄ちゃん)」と呼ぶが日本語字幕版では度々「ジョンジェさん」と翻訳されている。ヘウォンは親しみを込めて呼んでいるので、「お兄ちゃん」と訳されるのが正しい。
- パク・チョンジェ：リュ・ジン

資産家の息子で父の会社でリゾート開発を手掛けている。ヘウォンの幼馴染で婚約者。
- パク・チョンア：ハン・ジヘ

チョンジェの妹。共にイタリアに留学していた頃からミヌに惹かれている。ヘウォンにミヌを取られると思い込み仲違いする。軽口を叩くクセがあり、他の人物があえて黙っているのにそれを指摘してしまう。ジョンジェ曰く「純粋」。
- ソ・ウネ：シネ

ミヌのかつての恋人。死後、ヘウォンの心臓のドナーとなった。
- オ・ジャンミ：チョ・ウンスク

ヘウォンの同僚でルームメイト。優しく、ヘウォンのことをいつも気にかけている。
- チ・デプン：アン・ジョンフン

ミヌの勤務先の先輩。ミヌとヘウォンとの関係にいち早く気づく。いつも陽気で明るいが、ミヌに対して時に厳しくもある。最終話ではいつの間にか結婚している(ミヌに「嫁の小言がうるさい」と愚痴をこばす)。
- チョンジェの父：キム・ヨンゴン
- チョンジェの母：キム・ミンジョン
- ソ・ウネの父：ハ・ジェヨン
- ソ・ウネの母：キム・ボミ
- ユ・ミヌの母：キム・ヘスク
- キム医師：イ・ドリョン

ヘウォンの担当医。

## 韓国国外での放送

### 日本
BS局のWOWOWにて、2004年5月1日から週1回、2話ずつのペースで放送された。韓国国内での放送版を再編集した日本オリジナル版の形で放送されている。
2005年8月7日から10月2日にかけてCS/スカパー局のKNTVにて、全18話の形態で放送。同年9月5日より、民放地上波局TBSテレビにて日本語吹替版にて放送された。吹替を担当した声優は以下の通り:
- シム・ヘウォン: 岡本綾
- ユ・ミヌ: 田中実
- パク・チョンジェ: 小山力也
- パク・チョンア: 落合るみ[8]

### タイ
タイ王国陸軍系放送局のチャンネル7にて2009年4月20日から同年6月9日まで放送された。

## 盗作疑惑
第2話が放送された2003年7月8日より、アメリカ映画『この胸のときめき』からの盗作ではないか、とインターネット上で騒がれるようになり、同年7月28日には、匿名の女性脚本家（キムという姓であることのみ公表されている）より、自身の修行時代に執筆し、公募に応募した台本から盗作されたとの理由で損害賠償請求、および台本の公表差し止めを求める訴訟が起こされた。
この訴訟は約1年程続けられたが、盗作であるかどうかの判断がなされないまま、被告側（KBS、制作会社のパン・エンターテインメント、演出を担当したユン・ソクホ、脚本を担当したチェ・ホヨン）が女性脚本家に対し和解金を支払う形で終息した。

## 関連商品

### DVD
韓国版DVD-BOXは2006年2月にキャンドルメディアより発売された。日本では2004年11月にハピネット・ピクチャーズよりDVD-BOXが発売されている。

### CD
韓国では2003年8月5日にイェダンよりオリジナルサウンドトラックCDが発売された。日本版オリジナルサウンドトラックはは2004年5月26日にユナイテッド・アジアエンターティメントから発売された。